# Тина Ивановић
Радмила Ивановић (Косовска Каменица, 28. септембар 1973), позната као Тина Ивановић, српска је турбо-фолк и поп-фолк певачица.

## Биографија

### Детињство
Породица Ивановић се, када је Тина имала само годину дана, из Косовске Каменице преселила у Велику Плану. Били су сиромашни — отац је био грађевински радник, а мајка домаћица. Тина је наслеђивала сестрину обућу и одећу, а док је ишла у основну школу брала је вишње за паре. Са четрнаест година је победила на фестивалу Први глас Поморавља, а са петнаест је наступала у једном месту близу границе са Румунијом, те је кући, како каже, донела зараду неколико пута већу од очеве плате. Годинама је играла у локалном културно–уметничком друштву и тренирала рукомет. Две године касније је затруднела и упркос противљењу својих родитеља родила сина Данијела. Пре него је снимила свој први албум, 1998. године, дуго је певала по клубовима у Немачкој.

### Каријера
Тина је први албум, чији је назив био Луталица снимила 1998. године, а други — Заводница наредне. Иако је за оба певала песме у тада актуелном турбо-фолк стилу, ниједан од њих јој није донео жељену популарност нити финансијску добит. Године 2004. Ивановићева снима Бунда од нерца, са ког се као један од највећих хитова у земљи издвојила песма Бунда од нерца. Две године касније, излази и албум Екстра, а песме са њега које су биле популарне су Кабрио порше, Заљубљена, Нека журка крене и Екстра. На албуму Мирис љубави из 2007. године, запажене су песме Нормално, Бамбус, Не ради ми оно, Лаку ноћ памети и Мирис љубави. Године 2010. учествовала је у трећој сезони ријалити-шоуа Фарма, али га је касније самоиницијативно напустила.

## Дискографија

### Албуми
- Луталица (1998)
- Заводница (2000)
- Бунда од нерца (2004)
- Екстра (2006)
- Мирис љубави (2007)

### Синглови
- Луда кућа (2009)
- Мали црни враг (2009)
- Милуј ме грубо (2010)
- Секси (дует са МС Стојаном) (2010)
- Као магија (2013)
- Ко манијак (2013)
- Лепото моја (2013)
- Монтенегро, Монте Карло (2013)
- Ко рано полуди (2014)
- Вила у Бразилу (2015)
- Викенд момак (2016)
- Бела магија (2017)
- Скупа ко Дубаи (2019)

#### Спотови
| Спот           | Година | Режисер             |
| -------------- | ------ | ------------------- |
| Играј          | 1996   |                     |
| Екстра         | 2006   | Дејан Милићевић     |
| Бамбус         | 2007   | Migavci             |
| Луда кућа      | 2009   | Migavci             |
| Мали црни враг | 2010   | Migavci             |
| Секси          | 2010   | LOONEYRAMA          |
| Ко манијак     | 2013   | Дејан Милићевић     |
| Вила у Бразилу | 2015   | Дејан Милићевић     |
| Викенд момак   | 2016   | Дејан Милићевић     |
| Скупа ко Дубаи | 2019   | Дејан Милићевић     |
| Допинг         | 2021   | Дејан Милићевић     |
| Заљубљена      | 2021   | Paravina            |
| Сада је по мом | 2022   | Ведад Јашаревић     |
| Шефе шефе      | 2022   | Infinity production |